# Communauté de communes du Jarnisy
Die Communauté de communes du Jarnisy ist ein ehemaliger französischer Gemeindeverband mit der Rechtsform einer Communauté de communes im Département Meurthe-et-Moselle in der Region Grand Est. Sie wurde am 29. Dezember 2001 gegründet und umfasste 24 Gemeinden. Der Verwaltungssitz befand sich im Ort Jarny.

## Historische Entwicklung
Mit Wirkung vom 1. Januar 2017 fusionierte der Gemeindeverband mit
- Communauté de communes du Pays de l’Orne und
- Communauté de communes du Pays de Briey

und bildete so die Nachfolgeorganisation Communauté de communes des Pays de Briey, du Jarnisy et de l’Orne.

## Ehemalige Mitgliedsgemeinden
1. Abbéville-lès-Conflans
2. Affléville
3. Allamont
4. Béchamps
5. Boncourt
6. Brainville
7. Bruville
8. Conflans-en-Jarnisy
9. Doncourt-lès-Conflans
10. Fléville-Lixières
11. Friauville
12. Giraumont
13. Gondrecourt-Aix
14. Jarny
15. Jeandelize
16. Labry
17. Mouaville
18. Norroy-le-Sec
19. Olley
20. Ozerailles
21. Puxe
22. Saint-Marcel
23. Thumeréville
24. Ville-sur-Yron